# خليل الميس
خليل الميس (1941 - 2021) هو عالم مسلم لبناني، شغل منصب مفتي محافظة البقاع.

## بداياته

### ولادته
ولد خليل بن محيي الدين الميس في سنة 1941 في بلدة مكسة في قضاء زحلة بالبقاع الأوسط، وهو الابن الأصغر لمختار البلدة محي الدين الميس.

### دراسته
حرص المختار محي الدين الميس على تدريس ابنه خليل العلوم الشرعية منذ الصغر في مدارس قب الياس إلى أن نال الشهادة الثانوية في لبنان وأكمل تعليمه في الأزهر الشريف في مصر.
نال الثانوية الشرعية من كلية الشريعة في بيروت عام 1963م وحصل على إجازة في الشريعة الإسلامية في جامعة الأزهر في القاهرة عام 1967م، ثم درجة الماجستير في الفقه المقارن بالجامعة نفسها عام 1969م. عاد الشاب العلامة من مصر في العام 1972 حاملا العلوم الشرعية ومتخصصا بالفقه والمذاهب، ومنذ عودته لمع نجمه واستطاع دخول المجلس الشرعي الإسلامي الأعلى وعين عضوا فيه في العام 1975م.

## نشاطه
ساهم الشيخ خليل الميس في تأسيس أزهر لبنان وعين رئيسا له. في العام 1985 عين الشيخ خليل الميس مفتي عام لمدينة زحلة ومحافظة البقاع وقام في نفس العام بتأسيس أزهر البقاع على هضبة الأكرمية في بلدة مجدل عنجر. ساهم المفتي في تطوير أزهر البقاع ومن ثم تحويله إلى مؤسسات أزهر البقاع بعد افتتاح جامعة أزهر البقاع في العام 2013.

### مهام
تولىّ الإفتاء في محافظة البقاع منذ سنة 1985، وأسس «أزهر البقاع» الذي هو أكبر مؤسسة علمية شرعية في لبنان، والتي تضم مراحل دراسية ابتدائية ومتوسطة وثانوية وجامعية عليا، للذكور والإناث. وكان الميس العضو الممثل للبنان لدى مجمع الفقه الإسلامي التابع لمنظمة المؤتمر الإسلامي بجدة، كما عمل أستاذًا محاضرًا في كلية الشريعة الإسلامية في بيروت. وشغل منصب أستاذ محاضر في المعهد العالي للدراسات الإسلامية التابع لجمعية المقاصد الخيرية الإسلامية. وأشرف على رسائل الماجستير بالفقه المقارن في كل من جامعة بيروت الإسلامية والمعهد العالي للدراسات الإسلامية.
شارك في العديد من المؤتمرات العلمية المتخصصة في بلدان عربية وإسلامية، بالإضافة للعديد من المحاضرات والندوات، حقّق عدداً من الكتب المهمة في الفقه الحنفي. كتب العديد من الأبحاث العلمية (الفقهية والفكر).

## وفاته
توفي الشيخ خليل الميس يوم الخميس 29 يوليو 2021 في إحدى مستشفيات مدينة بيروت بعد أن عانى من المرض طويلًا. ونعى الأزهر الشريف الميس مُتقدمًا بالعزاء إلى أسرة ومحبِّي الشيخ الراحل وتلامذته وأصدقائه، مؤكدًا على أنه كان رائدًا من رواد الفكر الإسلامي في لبنان، وخير سفير للأزهر ومنهجه. كما نعى الميس كلٌ من الرؤساء حسان دياب ونجيب ميقاتي وسعد الدين الحريري، ورئيس حزب القوات اللبنانية سمير جعجع ومفتي الجمهورية اللبنانية الشيخ عبد اللطيف دريان.